# Комуне Сопрано (Парма)
Комуне Сопрано је насеље у Италији у округу Парма, региону Емилија-Ромања.
Према процени из 2011. у насељу је живело 9 становника. Насеље се налази на надморској висини од 623 м.